# Sorradile
Sorradile è un comune italiano di 334 abitanti della provincia di Oristano in Sardegna. Si trova nella regione storica del Barigadu a 350 metri sul livello del mare.

## Storia
L'area fu abitata già in epoca prenuragica e nuragica, per la presenza nel territorio di diversi siti archeologici tra cui domus de janas e nuraghi.
Nel medioevo si hanno notizie del paese a partire dalla dominazione aragonese (XV secolo), sotto la quale costituì un feudo. Fino al 1773 seguì le stesse sorti di Neoneli, e dopo quella data fu incorporato nel marchesato di San Vittorio, concesso insieme a Bidonì e Nughedu Santa Vittoria ai Todde. Venne riscattato nel 1839 ai Pes, ultimi feudatari, con la soppressione del sistema feudale.

### Simboli
Lo stemma e il gonfalone del comune di Sorradile sono stati concessi con decreto del presidente della Repubblica del 10 novembre 1997.
Il gonfalone è un drappo di bianco.

## Monumenti e luoghi d'interesse

### Architetture religiose
- Chiesa di San Sebastiano
- Chiesa campestre di San Nicola di Nurozo
- Chiesa campestre Santa Maria de Turrana
- Chiesa di San Michele
- Chiesa campestre di San Giovanni del Bosco

### Siti archeologici
- Domus de janas di Santu Cristos.
- La necropoli di Prunittu;
- i nuraghi Candala, Iscòva, Perdu mannu e Bentòsu, Pajolu, Biùgias Pilicas e Aurù, Songhe e Su Pranu;
- Furru de sa Teula - Nuraghe trasformato in tempi recenti a forno per la cottura di tegole;
- Nuraghe Zuri - Monotorre circolare con 3 - 4 ordini di pietre di basalto;
- Resti di capanne - rettangolari e absidate sono formate da pietre riutilizzate probabilmente appartenenti a una tomba di giganti;
- Nuraghe Funtana Mura - Nuraghe con ampi recinti;
- Nuraghe Urasala - Monotorre che presenta 10 ordini di pietra ancora in sito;
- Nuraghe Candala - quasi completamente distrutto.[4]

## Società

### Evoluzione demografica
Abitanti censiti

### Lingue e dialetti
La variante del sardo parlata a Sorradile è riconducibile al logudorese centrale o comune.

## Geografia antropica
Il territorio comunale comprende anche l'isola amministrativa di Brai, avente una superficie di 16,58 km².